# Révolte de Brunei
Konfrontasi
La révolte de Brunei (en malais : Pemberontakan Brunei) ou rébellion de Brunei de 1962 est une insurrection survenue en décembre 1962 dans le protectorat britannique de Brunei. Elle fut orchestrée par des opposants à la monarchie en place et à l'inclusion proposée du protectorat au sein de la Fédération de Malaisie, aspirant à l'instauration d'une république. Les insurgés appartenaient à la TNKU (Armée nationale du Kalimantan du Nord), une milice équipée par l'Indonésie et affiliée au Parti populaire de Brunei (BPP), une formation politique de gauche favorable à une fédération du Nord-Bornéo.
Le TNKU initia des attaques coordonnées contre la cité pétrolière de Seria, visant les installations de Royal Dutch Shell, ainsi que contre des commissariats de police et divers édifices gouvernementaux disséminés dans le protectorat. La révolte commença à se désagréger en l'espace de quelques heures, ayant échoué à atteindre des objectifs stratégiques cruciaux, tels que la prise de la ville de Brunei et la capture du sultan Omar Ali Saifuddien III.
Cette insurrection exerça une influence décisive sur la décision du sultan de ne pas adhérer à la Malaisie en 1963. Elle est perçue comme l'une des étapes initiales de la confrontation entre l'Indonésie et la Malaisie.

## Contexte
La partie septentrionale de l'île de Bornéo se composait de trois territoires sous l'égide britannique : les colonies du Sarawak et du Nord de Bornéo (ultérieurement renommé Sabah) ainsi que le protectorat du sultanat de Brunei. Ce dernier devint un protectorat britannique en 1888, couvrant une superficie d'environ 5 765,31 km² et abritant quelque 85 000 habitants. Un peu plus de la moitié de cette population était constituée de Malais, un quart de Chinois et le reste de Dayaks, le peuple autochtone de Bornéo. La découverte de gisements pétrolifères en 1929, à proximité de Seria, permit à la concession de la Brunei Shell Petroleum Company de procurer au Sultanat des revenus considérables. La capitale, alors désignée sous le nom de Brunei Town, se situait au bord d'un cours d'eau, à environ 16,09 km du littoral.
En 1959, le sultan Omar Ali Saifuddin III instaura une assemblée législative, composée pour moitié de membres nommés et pour l'autre moitié de membres élus. En septembre 1962, des élections furent organisées, au terme desquelles tous les sièges disputés furent remportés par le Parti populaire de Brunei.
Entre les années 1959 et 1962, le Royaume-Uni, la Malaisie, Singapour, le Nord de Bornéo et le Sarawak se sont engagés dans des négociations en vue de la formation d'une nouvelle fédération malaisienne. Cependant, cette tentative d'unification suscita une vive opposition de la part des Philippines et, plus particulièrement, de l'Indonésie. Cette opposition extérieure fut exacerbée par un sentiment anti-fédéral largement répandu au Sarawak et au Brunei même. Le Parti populaire de Brunei envisageait favorablement l'adhésion à la Malaisie, à condition que les trois colonies de la Couronne du Nord de Bornéo, rassemblant environ 1,5 million d'habitants dont la moitié étaient des Dayaks, soient réunies sous l'autorité d'un sultan commun. L'on supposait que le sultanat ainsi formé posséderait une force suffisante pour résister à la domination potentielle de la Malaisie ou de Singapour, qu'elle soit exercée par des administrateurs malais ou des commerçants chinois. Il est à noter que l'opposition locale et les sentiments adverses à l'égard du projet de fédération malaisienne ont souvent été sous-représentés dans les récits historiques relatant la rébellion de Brunei et la confrontation subséquente entre l'Indonésie et la Malaisie. En réalité, les forces politiques du Sarawak nourrissaient depuis longtemps des aspirations à l'indépendance nationale, aspiration qui avait été promise (mais ultérieurement abandonnée) par le dernier Rajah blanc du Sarawak, Charles Vyner Brooke, en 1941.
La proposition de création du Kalimantan du Nord (ou Kalimantan Utara) fut envisagée comme une alternative à la décolonisation par l'opposition locale au projet de fédération malaisienne. Cette opposition, prédominante à travers les territoires de Bornéo, trouvait ses fondements principalement dans les disparités économiques, politiques, historiques et culturelles entre les États de Bornéo et la péninsule malaise, ainsi que dans le rejet d'une suprématie politique venue de la péninsule.
Cependant, avant que le Parti populaire de Brunei ne connaisse son succès électoral, une faction militaire s'était manifestée sous la forme de l'Armée nationale du Kalimantan du Nord, se revendiquant comme un mouvement de libération anticolonialiste. Ses préférences allaient en faveur de l'Indonésie, perçue comme possédant des inclinations libératrices plus affirmées que celles de la Malaisie et de Singapour. Son chef, A.M. Azahari, âgé de 34 ans, résidait en Indonésie et entretenait des relations avec des agents des services de renseignement indonésiens. Il avait réussi à recruter plusieurs officiers spécialisés dans les opérations de guérilla en Indonésie. À la fin de l'année 1962, leur effectif s'élevait à environ 4 000 hommes, équipés de quelques armes modernes et environ 1 000 fusils de chasse.

## Prélude
Au début du mois de novembre 1962, des signes annonciateurs de troubles imminents se manifestèrent lorsque Richard Morris, résident de la 5e division du Sarawak et de nationalité australienne, stationné à Limbang, une enclave prise en étau entre les deux segments du Brunei, reçut des renseignements préoccupants. Des membres de la police spéciale de Kuching furent dépêchés à Limbang, mais ne trouvèrent que quelques individus en tenue illégale arborant les insignes du TNKU. Plus tard dans le même mois de novembre, Morris fut informé qu'une insurrection était prévue au Brunei, mais pas avant le 19 décembre. Claude Fenner, l'inspecteur général de la police royale malaisienne, se rendit au Sarawak afin de mener une enquête, qui ne permit toutefois pas de découvrir d'éléments probants. Néanmoins, le chef d’état-major du quartier général britannique pour l’Extrême-Orient, basé à Singapour, révisa et actualisa le plan d’urgence connu sous le nom de PALE ALE pour le Brunei. Malgré ces précautions, le risque fut évalué comme étant faible. Les commandants en chef des forces terrestres, maritimes et aériennes de l'Extrême-Orient britannique étaient absents de Singapour à cette période, de même que le commandant opérationnel des forces terrestres, le général de division Walter Walker.
Le 6 décembre, Morris reçut la nouvelle que la rébellion s'engagerait le 8. Le jour suivant, des informations similaires parvinrent à John Fisher, résident de la 4e division du Sarawak, stationné à Miri, situé à environ 30 km à l'ouest de Brunei. En conséquence, la police fut mise en état d'alerte à travers le Brunei, le nord de Bornéo et le Sarawak, et des renforts de la police de campagne furent acheminés par voie aérienne de Kuching à Miri.

## Bataille

### Dix premiers jours
La révolte éclata à deux heures du matin le 8 décembre. Des communications provenant de Brunei à destination du quartier général de l'Extrême-Orient britannique signalèrent des attaques rebelles dirigées contre les commissariats de police, l'Istana du sultan (Istana Darul Hana), la résidence du ministre en chef (Rumah Jerambak) ainsi que la centrale électrique. Par ailleurs, une autre force rebelle était en approche de la capitale par voie maritime. En réponse, le quartier général de l'Extrême-Orient donna l'ordre à ALE YELLOW de dépêcher deux compagnies d'infanterie Gurkha, avec un préavis de 48 heures.
La majorité des assauts survenus au sein de la ville de Brunei ont été repoussés, malgré la coupure de l'approvisionnement en électricité. À ce moment-là, l'information concernant les attaques des rebelles contre les postes de police à travers tout le Brunei, dans la 5e division du Sarawak et à la limite ouest du nord de Bornéo, était encore inconnue. Miri demeurait sous le contrôle du gouvernement, tandis que Limbang avait été capturée par les insurgés. La situation était particulièrement critique à Seria, où les rebelles avaient pris le contrôle du poste de police et des champs pétrolifères.
Neuf heures après la réception de l'ordre ALE YELLOW, ALE RED fut dépêché, commandant ainsi le mouvement de deux compagnies du 1er Bataillon des Gorkhas du 2e Rifles, intégré à la 99e Brigade d'infanterie. Ces forces se dirigèrent vers les aérodromes de la RAF à Changi et Seletar à Singapour, dans le dessein d'entreprendre le voyage vers l'île de Labuan, située dans la baie de Brunei. L'embarquement des Gorkhas s'opéra avec lenteur, la RAF n'étant pas préparée et se conformant aux procédures habituelles en temps de paix. Les troupes furent transportées à bord d'un Bristol Britannia appartenant au 99e Escadron, ainsi que trois Blackburn Beverley du 32e Escadron. Ces derniers furent redirigés en vol de Labuan vers l'aérodrome de Brunei, après que l'on eut appris que ce dernier n'était pas aux mains des rebelles.
Vers environ 22 heures, les Beverley arrivèrent sur les lieux tandis que les Gurkhas avançaient en direction de Brunei. Ils entreprirent une série d'actions qui occasionnèrent six victimes, incluant deux pertes humaines. Un petit contingent de Gurkhas, sous la direction du capitaine Digby Willoughby, eut l'honneur de secourir le sultan et de l'escorter jusqu'au quartier général de la police. Une tentative d'avancée vers Seria rencontra une opposition vigoureuse, contraignant les forces à se replier vers Brunei afin de faire face à une menace rebelle menaçant le centre de la ville ainsi que l'aérodrome.
Le 9 décembre, John Fisher a invoqué l'assistance des tribus Dayak en envoyant un navire portant l'antique plume rouge de guerre sur la majestueuse rivière Baram. À cette même époque, Tom Harrisson, éminent conservateur du musée de Sarawak à Kuching et éminent résistant durant l'effroyable conflit mondial, fit son entrée solennelle au Brunei. Rassemblant les Kelabits des hautes terres autour de Bario, dans la 5e Division qui fut le centre vibrant de sa lutte durant la guerre, il suscita une réponse massive des Dayaks. Des centaines de ces braves répondirent à l'appel, se regroupant en compagnies sous le commandement de civils britanniques, tous placés sous la direction de Harrisson lui-même. Cette force, comptant quelque 2 000 hommes, bénéficiait d'une connaissance exceptionnelle des voies traversant l'intérieur du pays, où les routes étaient absentes. Grâce à cette expertise, elle contribua de manière significative à juguler les insurgés et à leur barrer la route de fuite menant vers l'Indonésie.
Pendant cette période, des renforts convergeaient vers Labuan. Les effectifs des 2e Gurkhas furent augmentés à l'échelon d'un bataillon. À partir du 10 décembre, les Queen's Own Highlanders, renommés pour leur fermeté dans l'Extrême-Orient, commencèrent à arriver au Brunei. Le brigadier Arthur Patterson, commandant de la 99e brigade d'infanterie Gurkha, prit la responsabilité générale en remplacement du brigadier Pat Glennie, normalement au quartier général du général de brigade à Singapour sous le commandement du lieutenant-général Sir Nigel Poett, chef des forces terrestres d'Extrême-Orient. Malgré ces arrivées, Seria et Limbang demeurèrent entre les mains des insurgés. Cependant, des renforts ultérieurs permirent la reconquête de Seria et de Limbang.
Le 17 décembre, la révolte fut jugulée et vaincue. Quarante insurgés perdirent la vie tandis que 3 400 autres furent faits prisonniers. Les restants prirent la fuite, cherchant probablement à gagner l'Indonésie. Parmi les meneurs, Azahari se trouvait aux Philippines, tandis que Yassin Affandi était parmi les fugitifs.

### Seria
La voie terrestre menant à Seria fut jugée excessivement exposée aux embuscades, tandis que les ressources maritimes pour un déplacement par voie navale étaient inexistantes. Une reconnaissance menée par un Beaver du Army Air Corps révéla la présence de drapeaux rebelles flottant au-dessus du complexe Shell, et il sembla que les 10 km de littoral étaient aux mains des insurgés. Néanmoins, une possibilité d'atterrissage pour avions légers fut identifiée à l'ouest de Seria et à l'est de la ville : la piste de l'aérodrome d'Anduki, dégagée par un petit groupe de civils occidentaux ayant réussi à échapper aux rebelles. Un individu évadé, Hugh McDonald, entrepreneur chez Shell et vétéran de la Seconde Guerre mondiale, établit le contact avec les installations de Singapour afin de garantir un atterrissage sécurisé.
Le 10 décembre, une compagnie du Queen's Own Highlanders embarqua à bord de cinq Twin Pioneers et d'un Beverley à Brunei. Les Twin Pioneers furent débarqués à l'ouest de Seria, tandis que le Beverley atterrit à Anduki. Un commissariat de police situé à 3 km du débarcadère ouest fut repris, de même que le centre de télécommunications après un bref affrontement. L'aérodrome d'Anduki fut rapidement reconquis. Cependant, le commissariat principal de Seria, où se trouvaient 48 otages, principalement des expatriés de Shell, ne fut sécurisé que le 12.
L'aérodrome d'Anduki est à présent une piste d'atterrissage couverte d'herbe, munie d'une rampe en béton, essentiellement employée par les avions et les hélicoptères de Brunei Shell Petroleum, desservant les vastes infrastructures de production pétrolière offshore du Brunei. De temps à autre, le sultan de Brunei et les membres de la famille royale l'utilisent pour leurs déplacements en hélicoptère vers Seria, particulièrement lors d'occasions officielles. En raison de sa proximité stratégique avec la cité pétrolière de Seria, ainsi que de son rôle historique durant la révolte de Brunei, et étant donné la rareté d'autres pistes d'atterrissage au Brunei convenant aux avions militaires à ailes fixes, Anduki, de même que la voie adjacente menant à Bandar Seri Begawan, figure parmi les premiers sites sécurisés par les troupes de l'armée de Gurkha et de Brunei lors de manœuvres militaires modernes.

### Exécutions à Temburong
Le 8 décembre 1962, entre deux heures et cinq heures du matin, des détonations retentirent à proximité des commissariats de police dans tout le territoire de Brunei. Selon les rapports provenant de Temburong, l'administrateur de district, Pengiran Haji Besar bin Pengiran Haji Kula, ainsi que plusieurs autres membres des forces de sécurité du sultanat de Brunei et un nombre indéterminé de civils, furent mis à mort pour avoir refusé de se rallier à la rébellion.
Aux alentours de cinq heures du matin, le TNKU exerçait son contrôle sur Pekan Besar. Peu après, il fut rapporté que plusieurs hauts fonctionnaires de la ville de Brunei avaient réussi à éviter la capture. Environ une heure plus tard, dans le cœur de la cité, le vice-ministre en chef Pengiran Ali fut reçu en audience par le sultan. À l'issue de cette rencontre, le souverain émit une déclaration radiophonique condamnant le TNKU, branche armée du Parti populaire de Brunei, pour acte de trahison.

### Assaut sur Limbang
À Limbang, les insurgés ont assailli le bureau de police local, entraînant la mort de cinq agents locaux. Par la suite, ils ont contraint à la reddition R.H. Morris, représentant britannique, accompagné de son épouse, de quatre autres Européens, ainsi que d'un membre américain du Corps de la Paix, les tenant en otages tandis que les autres policiers étaient captifs. Durant leur première nuit de détention, ils furent confinés dans les cellules de la police ; la nuit suivante, ils furent transférés à l'hôpital local, où ils entendirent les insurgés planifier leur exécution par pendaison dès le lendemain.
Quatre-vingt-neuf Marines du 42e Commando débarquèrent à Brunei le 11 décembre sous la direction du capitaine Jeremy Moore, qui deviendra plus tard commandant des forces britanniques lors de la guerre des Malouines. À l'aide de deux péniches de débarquement acquises, ils furent convoyés à Limbang par des équipages de la Royal Navy placés sous les ordres du capitaine Jeremy Black, futur commandant du HMS Invincible (R05) pendant le conflit des Malouines. À l'aube du 13 décembre, les Marines organisèrent leur débarquement. Les péniches de débarquement, équipées de rampes à commande manuelle, révélèrent une lenteur excessive dans leur déploiement. Face à cette situation, l'officier supérieur prit la décision que les Marines devraient sauter par-dessus bord ou par-dessus les rampes, sous la protection des mitrailleuses Vickers montées sur les ponts. Un des ponts de débarquement essuya le feu des canons Bren, neutralisant l'équipage, avant de s'enfoncer dans la berge et le quai de la rivière.
La seule carte dont ils disposaient à l'époque remontait à une décennie. Les Marines ont perdu l'élément de surprise en raison du bruit sonore émis par leurs embarcations, toutefois ils ont réussi néanmoins à neutraliser les mitrailleuses des rebelles et à procéder au débarquement.
Les assaillants se sont engagés dans une quête afin de localiser les otages, qui, alertés par des détonations, ont commencé à entonner la mélodie américaine « She'll Be Coming 'Round the Mountain », facilitant ainsi la localisation rapide par les premiers intervenants. Lors de cette opération de sauvetage, la première équipe secouriste a été prise pour cible, causant la perte de deux des trois Marines déployés. Une seconde équipe de secours a réussi à repousser les rebelles aux abords de l'établissement hospitalier, permettant ainsi la libération des otages. Environ 200 insurgés, dépourvus pour la plupart d'une formation militaire adéquate et équipés de manière rudimentaire (composés d'environ une douzaine de mitrailleuses légères Bren et de fusils Lee-Enfield, mais principalement armés de fusils de chasse, de mousquets et de poignards), ont opposé une résistance mais ont finalement été repoussés.
Cinq Marines furent fauchés par la mort et huit autres furent atteints lors de cette attaque. Les sources britanniques taisent les pertes des rebelles dans cette confrontation, mais Clodfelter estime que la rébellion de Brunei déplora quarante de ses combattants tandis que six Marines succombaient.
Il existe un mémorial érigé à Limbang en mémoire de tous ceux qui ont péri. Le chef des insurgés de Limbang, quant à lui, a été appréhendé, jugé et condamné à une peine de onze années d'emprisonnement. Actuellement (en 2007), il réside en périphérie de Limbang.

### Opération de Nettoyage

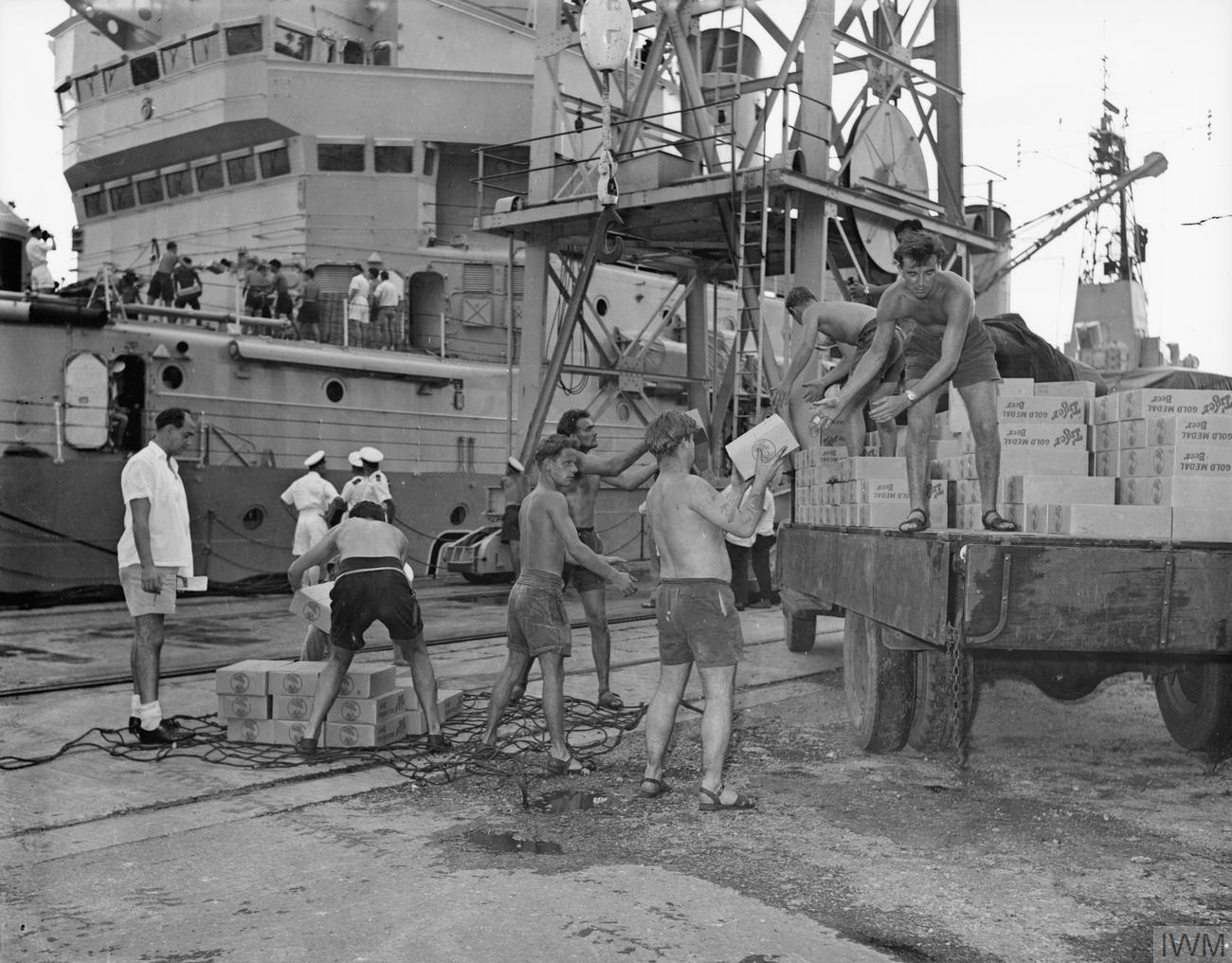
Le HMS Tiger décharge des fournitures et du matériel pour les troupes navales au Brunei

Le 17 décembre, le 42e Commando compléta son déploiement à Brunei, tandis que les premiers Green Jackets (43e et 52e régiments) débarquèrent du croiseur HMS Tiger (C20) à Miri. Le 40 Commando, à bord du porte-commando HMS Albion (R07), fut redirigé de Miri vers Kuching. Le quatorze décembre, la majeure partie de l'unité rejoignit la batterie d'artillerie déployée en tant qu'infanterie depuis le douze décembre pour prévenir les troubles provoqués par les partisans chinois de l'Organisation communiste clandestine (CCO), connus pour leur sympathie ouverte envers les rebelles de Brunei. La dernière compagnie du 40 Commando débarqua près de Seria. Le HMS Albion mit également à disposition des hélicoptères des escadrons embarqués du Naval Air Commando.
Le major-général Walter Walker prit ses fonctions de Commandant des Forces britanniques à Bornéo (COMBRITBOR) et de Directeur des Opérations (DOBOPS) le 19 décembre. Il assuma le commandement intégral des forces terrestres, maritimes et aériennes affectées à Bornéo, sous l'autorité directe de l'amiral Sir David Luce, commandant en chef des forces d'Extrême-Orient. Trois semaines après le début de la rébellion, la 99e brigade d'infanterie Gurkha comprenait cinq bataillons d'infanterie, tandis que le quartier général de la 3e brigade de commandement était établi à Kuching. Ces unités étaient appuyées par le Régiment malais de Brunei, les Rangers de Sarawak, ainsi que les forces policières des trois territoires, incluant la police paramilitaire de campagne. La force de Harrisson, désormais forte de 4 000 Dayaks, participait également à cette coalition. En raison de l'absence de navires de patrouille côtière appropriés de la Royal Navy, des dragueurs de mines furent mobilisés. Quant à la RAF, elle disposait d'avions de transport à moyen et court rayon d'action. En janvier, les Queen's Own Highlanders et les 1/2 Gurkhas furent relevés par le King's Own Yorkshire Light Infantry et les 1/7 Gurkhas, tandis que des troupes des forces spéciales étaient également déployées.
Les opérations de pacification, désormais intégrant une unité d'artillerie commando avec ses canons, se prolongèrent jusqu'au mois de mai 1963. Le 18 mai, une patrouille composée du 1/7 Gurkhas fut guidée par un informateur jusqu'à un campement au cœur des mangroves. Ils dirigèrent alors un groupe de rebelles droit vers une embuscade soigneusement préparée. À l'issue de l'affrontement, dix insurgés furent mis hors de combat, capturés ou tués. Ce groupe constituait ce qu'il restait du quartier général du TNKU. Parmi les blessés figurait Yassin Affendi, touché à la hanche.
Toutefois, le douzième jour d'avril, le poste de police de Tebedu, situé dans la première division du Sarawak, fut assailli et conquis. Les agresseurs provenaient de Kalimantan. Ce fait marqua le commencement de l'affrontement.

## Conséquences
La rébellion a aussi exercé une influence déterminante sur la décision subséquente du souverain de Brunei de décliner l'opportunité de se joindre à la Fédération de Malaisie.

### Ordre de bataille
Les éléments suivants, ou des composants essentiels parmi eux, qui furent mobilisés à Bornéo en réaction à la rébellion antérieure à mai 1963 :
- 40 Commandos Royal Marines
- 42 Commandos Royal Marines
- Hussards royaux irlandais de la reine
- 29e Régiment léger de commandos, Artillerie royale
- Queen's Own Highlanders
- Infanterie légère du Yorkshire du roi
- 1ers Vestes Vertes (43e et 52e)
- 22 Service aérien spécial
- 1er/2ème Gurkhas
- 1er/7ème Gurkhas